# Nursia alata
Nursia alata is een krabbensoort uit de familie van de Leucosiidae. De wetenschappelijke naam van de soort is voor het eerst geldig gepubliceerd in 1999 door Komatsu & Takeda.